# Tennis Borussia Berlin 1978-1979
Questa voce raccoglie le informazioni riguardanti il Tennis Borussia Berlino nelle competizioni ufficiali della stagione 1978-1979.

## Stagione
Nella stagione 1978-1979 il Tennis Borussia Berlino, allenato da Reinhard Roder, concluse il campionato di 2. Bundesliga al 11º posto. In Coppa di Germania il Tennis Borussia Berlino fu eliminato al terzo turno dal Norimberga.

## Rosa
| N. |                     | Ruolo | Calciatore               |
| -- | ------------------- | ----- | ------------------------ |
|    | Germania (bandiera) | P     | Peter Endrulat           |
|    | Germania (bandiera) | P     | Gerhard Welz             |
|    | Germania (bandiera) | D     | Hans-Jürgen Baake        |
|    | Germania (bandiera) | D     | Frank Hanisch            |
|    | Germania (bandiera) | D     | Klaus-Peter Hanisch      |
|    | Germania (bandiera) | D     | Manfred Krüger           |
|    | Germania (bandiera) | D     | Frank-Michael Marczewski |
|    | Germania (bandiera) | D     | Reinhard Schmitz         |
|    | Germania (bandiera) | D     | Hans Sprenger            |

| N. |                      | Ruolo | Calciatore          |
| -- | -------------------- | ----- | ------------------- |
|    | Germania (bandiera)  | D     | Jochem Ziegert      |
|    | Germania (bandiera)  | C     | Alfred Arbinger     |
|    | Danimarca (bandiera) | C     | Allan Hansen        |
|    | Germania (bandiera)  | C     | Dieter Hochheimer   |
|    | Germania (bandiera)  | C     | Norbert Schmitz     |
|    | Germania (bandiera)  | C     | Jürgen Schulz       |
|    | Germania (bandiera)  | A     | Wolfgang Schilling  |
|    | Germania (bandiera)  | A     | Norbert Stolzenburg |
|    | Germania (bandiera)  | A     | Peter Vogel         |

## Organigramma societario
Area tecnica
- Allenatore: Reinhard Roder, Fritz Schollmeyer
- Allenatore in seconda:
- Preparatore dei portieri:
- Preparatori atletici:

## Calciomercato

### Sessione estiva
| Acquisti | Acquisti                 | Acquisti          | Acquisti |
| R.       | Nome                     | da                | Modalità |
| -------- | ------------------------ | ----------------- | -------- |
| C        | Alfred Arbinger          | Bayern Monaco     |          |
| P        | Peter Endrulat           | Borussia Dortmund |          |
| D        | Frank Hanisch            | Wuppertal         |          |
| D        | Frank-Michael Marczewski | Bremerhaven       |          |
| A        | Wolfgang Schilling       | Arminia Bielefeld |          |
| C        | Norbert Schmitz          | Colonia           |          |
| A        | Norbert Stolzenburg      | Duisburg          |          |
| A        | Peter Vogel              | Duisburg          |          |
| D        | Jochem Ziegert           | Baunatal          |          |

| Cessioni | Cessioni            | Cessioni             | Cessioni |
| R.       | Nome                | a                    | Modalità |
| -------- | ------------------- | -------------------- | -------- |
| C        | Winfried Berkemeier | Norimberga           |          |
| A        | Detlef Bruckhoff    | Würzburg             |          |
| C        | Herbert Heidenreich | Norimberga           |          |
| A        | Heinz-Josef Kehr    | Alemannia Aquisgrana |          |
| C        | Lothar Schneider    | Sion                 |          |
| A        | Winfried Stradt     | Alemannia Aquisgrana |          |

### Sessione invernale
| Acquisti | Acquisti | Acquisti | Acquisti |
| R.       | Nome     | da       | Modalità |
| -------- | -------- | -------- | -------- |

| Cessioni | Cessioni | Cessioni | Cessioni |
| R.       | Nome     | a        | Modalità |
| -------- | -------- | -------- | -------- |

## Risultati

### 2. Bundesliga

#### Girone di andata
| Arbitro: | Niemann |

|            |           |                  |
| Hansen 12’ | Marcatori | 69’ (rig.) Ehmke |

| Arbitro: | Hennig |

|                                                 |           |                 |
| Bruckmann 12’, 39’ Hörster 51’ Brücken 88’, 90’ | Marcatori | 70’, 83’ Hansen |

| Arbitro: | Filipiak |

|                           |           |  |
| Schulz 28’ Marczewski 57’ | Marcatori |  |

| Arbitro: | Horeis |

|            |           |                |
| Mrosko 53’ | Marcatori | 75’ Marczewski |

| Arbitro: | Retzmann |

|                                      |           |                                     |
| Schilling 26’ Hansen 83’ Schmitz 86’ | Marcatori | 54’, 81’ Schatzschneider 70’ Anders |

| Kiel 3 settembre 1978 6ª giornata | Holstein Kiel | 0 – 0 referto | TeBe Berlino | Holstein-Stadion (7 500 spett.)\| Arbitro: \| Malbranc \| |
| Arbitro:                          | Malbranc      |               |              |                                                           |

| Arbitro: | Heitmann |

|  |           |                   |
|  | Marcatori | 42’, 73’ Petković |

| Arbitro: | Ohmsen |

|                       |           |  |
| Wagner 35’ Schock 88’ | Marcatori |  |

| Arbitro: | Hennig |

|                            |           |          |
| Hansen 14’ Stolzenburg 42’ | Marcatori | 53’ Kehr |

| Wuppertal 7 ottobre 1978 10ª giornata | Wuppertal | 0 – 0 referto | TeBe Berlino | Stadion am Zoo (2 300 spett.)\| Arbitro: \| Schön \| |
| Arbitro:                              | Schön     |               |              |                                                      |

| Arbitro: | Eggers |

|                 |           |                                                   |
| Stolzenburg 31’ | Marcatori | 54’ Mattsson 62’ Hoffmann 72’ Finnern 78’ Lüttges |

| Arbitro: | Roth |

|  |           |                              |
|  | Marcatori | 83’ Stolzenburg 89’ Sprenger |

| Arbitro: | Risse |

|              |           |                       |
| Schilling 5’ | Marcatori | 9’ Müller 84’ Liedtke |

| Arbitro: | Möller |

|                              |           |  |
| Bredenfeld 61’ Czizewski 90’ | Marcatori |  |

| Arbitro: | Kornrumpf |

|                              |           |            |
| Stolzenburg 32’ Arbinger 72’ | Marcatori | 24’ Kunkel |

| Arbitro: | Osmers |

|                      |           |                        |
| Mauthe 11’ Leske 17’ | Marcatori | 53’ Hansen 81’ Ziegert |

| Arbitro: | Richter |

|              |           |                         |
| Fritsche 23’ | Marcatori | 20’ Arbinger 50’ Hansen |

| Arbitro: | Fiene |

|                                   |           |                                  |
| Schulz 3’ Ziegert 55’ Schmitz 87’ | Marcatori | 40’ Hupe 89’ de Vries 90’ Krüger |

| Arbitro: | Eggers |

|                                                      |           |  |
| Mödrath 20’ Stegmayer 46’ Kroth 64’ Lütkebohmert 76’ | Marcatori |  |

#### Girone di ritorno
| Arbitro: | Horstmann |

|  |           |                       |
|  | Marcatori | 12’ Ziegert 82’ Vogel |

| Arbitro: | Horeis |

|  |           |                           |
|  | Marcatori | 5’ Gelsdorf 37’ Scheinert |

| Arbitro: | Retzmann |

|                |           |  |
| Goscianiak 74’ | Marcatori |  |

| Arbitro: | Reichmann |

|             |           |               |
| Schmitz 43’ | Marcatori | 74’ Genschick |

| Arbitro: | Risse |

|                                       |           |  |
| Rieländer 8’, 56’ Schatzschneider 68’ | Marcatori |  |

| Arbitro: | Fiene |

|                                                                                                |           |  |
| Marczewski 5’ Stolzenburg 10’, 23’, 65’ Schmitz 25’ Schilling 39’, 72’ Arbinger 49’ Hansen 75’ | Marcatori |  |

| Arbitro: | Gathmann |

|                        |           |                           |
| Fraßmann 10’ Fuchs 71’ | Marcatori | 34’ Schmitz 52’ Schilling |

| Arbitro: | Schütte |

|                                 |           |  |
| Hansen 40’, 82’ Stolzenburg 57’ | Marcatori |  |

| Arbitro: | Heymann |

|            |           |           |
| Stradt 55’ | Marcatori | 54’ Vogel |

| Arbitro: | Wahmann |

|               |           |  |
| Schilling 71’ | Marcatori |  |

| Arbitro: | Möller |

|                        |           |  |
| Lüttges 5’, 52’ (rig.) | Marcatori |  |

| Berlino 16 aprile 1979 31ª giornata | TeBe Berlino | 0 – 0 referto | St. Pauli | Stadio Olimpico (2 500 spett.)\| Arbitro: \| Schön \| |
| Arbitro:                            | Schön        |               |           |                                                       |

| Arbitro: | Redelfs |

|                         |           |                                   |
| Liedtke 18’ (rig.), 56’ | Marcatori | 50’, 60’ Schilling 85’ Hochheimer |

| Arbitro: | Gabriel |

|                                               |           |  |
| Stolzenburg 6’, 11’ Hochheimer 15’ Schulz 55’ | Marcatori |  |

| Arbitro: | Richter |

|            |           |  |
| Zimmer 39’ | Marcatori |  |

| Arbitro: | Barnick |

|                |           |            |
| Hochheimer 40’ | Marcatori | 28’ Oehler |

| Arbitro: | Lins |

|                            |           |               |
| Schmitz 8’ Stolzenburg 24’ | Marcatori | 1’ Brexendorf |

| Arbitro: | Wichmann |

|                                       |           |  |
| Heise 13’, 44’ Gorny 24’ de Vries 57’ | Marcatori |  |

| Arbitro: | Malbranc |

|                                                  |           |                                                       |
| Vogel 2’, 45’ Hansen 17’ (rig.) Ziegert 37’, 40’ | Marcatori | 24’, 30’, 38’ Mödrath 53’ Schuster 55’, 83’ Stegmayer |

### Coppa di Germania
| Arbitro: | Marchefka |

|                              |           |  |
| Hochheimer 100’ Schmitz 115’ | Marcatori |  |

| Arbitro: | Kopka |

|                                    |           |                                  |
| Schmitz 3’ Schulz 26’ Ziegert 119’ | Marcatori | 7’ Grimm 72’ Jordan 115’ Stetter |

| Arbitro: | Schumann |

|  |                      |  |
|  | Tiri di rigore 3 – 4 |  |

| Arbitro: | Barnick |

|  |           |                            |
|  | Marcatori | 16’ Lieberwirth 76’ Täuber |

## Statistiche

### Statistiche di squadra
| Competizione      | Punti | In casa | In casa | In casa | In casa | In casa | In casa | In trasferta | In trasferta | In trasferta | In trasferta | In trasferta | In trasferta | Totale | Totale | Totale | Totale | Totale | Totale | DR |
| Competizione      | Punti | G       | V       | N       | P       | Gf      | Gs      | G            | V            | N            | P            | Gf           | Gs           | G      | V      | N      | P      | Gf     | Gs     | DR |
| ----------------- | ----- | ------- | ------- | ------- | ------- | ------- | ------- | ------------ | ------------ | ------------ | ------------ | ------------ | ------------ | ------ | ------ | ------ | ------ | ------ | ------ | -- |
| 2. Bundesliga     | 36    | 19      | 8       | 6       | 5       | 41      | 28      | 19           | 4            | 6            | 9            | 17           | 33           | 38     | 12     | 12     | 14     | 58     | 61     | -3 |
| Coppa di Germania | -     | 3       | 1       | 1       | 1       | 5       | 5       | 1            | 0            | 1            | 0            | 0            | 0            | 4      | 1      | 2      | 1      | 5      | 5      | 0  |
| Totale            | 36    | 22      | 9       | 7       | 6       | 46      | 33      | 20           | 4            | 7            | 9            | 17           | 33           | 42     | 13     | 14     | 15     | 63     | 66     | -3 |

### Andamento in campionato
| Giornata  | 1 | 2  | 3  | 4  | 5  | 6  | 7  | 8  | 9  | 10 | 11 | 12 | 13 | 14 | 15 | 16 | 17 | 18 | 19 | 20 | 21 | 22 | 23 | 24 | 25 | 26 | 27 | 28 | 29 | 30 | 31 | 32 | 33 | 34 | 35 | 36 | 37 | 38 |
| --------- | - | -- | -- | -- | -- | -- | -- | -- | -- | -- | -- | -- | -- | -- | -- | -- | -- | -- | -- | -- | -- | -- | -- | -- | -- | -- | -- | -- | -- | -- | -- | -- | -- | -- | -- | -- | -- | -- |
| Luogo     | C | T  | C  | T  | C  | T  | C  | T  | C  | T  | C  | T  | C  | T  | C  | T  | T  | C  | T  | T  | C  | T  | C  | T  | C  | T  | C  | T  | C  | T  | C  | T  | C  | T  | C  | C  | T  | C  |
| Risultato | N | P  | V  | N  | N  | N  | P  | P  | V  | N  | P  | V  | P  | P  | V  | N  | V  | N  | P  | V  | P  | P  | N  | P  | V  | N  | V  | N  | V  | P  | N  | V  | V  | P  | N  | V  | P  | P  |
| Posizione | 9 | 18 | 12 | 10 | 10 | 13 | 15 | 15 | 14 | 15 | 16 | 14 | 16 | 18 | 15 | 14 | 12 | 11 | 15 | 13 | 15 | 17 | 16 | 17 | 15 | 15 | 10 | 9  | 9  | 10 | 10 | 10 | 9  | 9  | 9  | 9  | 10 | 11 |

Legenda:

Luogo: C = Casa; T = Trasferta. Risultato: V = Vittoria; N = Pareggio; P = Sconfitta.

### Statistiche dei giocatori
| Giocatore      | 2. Bundesliga | 2. Bundesliga | 2. Bundesliga | 2. Bundesliga | Coppa di Germania | Coppa di Germania | Coppa di Germania | Coppa di Germania | Totale   | Totale | Totale      | Totale     |
| Giocatore      | Presenze      | Reti          | Ammonizioni   | Espulsioni    | Presenze          | Reti              | Ammonizioni       | Espulsioni        | Presenze | Reti   | Ammonizioni | Espulsioni |
| -------------- | ------------- | ------------- | ------------- | ------------- | ----------------- | ----------------- | ----------------- | ----------------- | -------- | ------ | ----------- | ---------- |
| A. Arbinger    | 36            | 3             | 1             | 0             | 4                 | 0                 | 0                 | 0                 | 40       | 3      | 1           | 0          |
| H. Baake       | 0             | 0             | 0             | 0             | 0                 | 0                 | 0                 | 0                 | 0        | 0      | 0           | 0          |
| P. Endrulat    | 4             | 0             | 0             | 0             | 0                 | 0                 | 0                 | 0                 | 4        | 0      | 0           | 0          |
| F. Hanisch     | 28            | 0             | 1             | 0             | 2                 | 0                 | 0                 | 0                 | 30       | 0      | 1           | 0          |
| K. Hanisch     | 0             | 0             | 0             | 0             | 2                 | 0                 | 0                 | 0                 | 2        | 0      | 0           | 0          |
| A. Hansen      | 33            | 11            | 4             | 0             | 4                 | 0                 | 0                 | 0                 | 37       | 11     | 4           | 0          |
| D. Hochheimer  | 38            | 3             | 4             | 0             | 4                 | 1                 | 1                 | 0                 | 42       | 4      | 5           | 0          |
| M. Krüger      | 5             | 0             | 0             | 0             | 0                 | 0                 | 0                 | 0                 | 5        | 0      | 0           | 0          |
| F. Marczewski  | 37            | 3             | 5             | 0             | 4                 | 0                 | 1                 | 0                 | 41       | 3      | 6           | 0          |
| W. Schilling   | 32            | 8             | 3             | 0             | 4                 | 0                 | 1                 | 0                 | 36       | 8      | 4           | 0          |
| N. Schmitz     | 27            | 4             | 2             | 0             | 1                 | 0                 | 0                 | 0                 | 28       | 4      | 2           | 0          |
| R. Schmitz     | 33            | 2             | 6             | 0             | 3                 | 2                 | 1                 | 0                 | 36       | 4      | 7           | 0          |
| J. Schulz      | 34            | 3             | 0             | 0             | 4                 | 1                 | 1                 | 0                 | 38       | 4      | 1           | 0          |
| H. Sprenger    | 23            | 1             | 0             | 0             | 2                 | 0                 | 0                 | 0                 | 25       | 1      | 0           | 0          |
| N. Stolzenburg | 37            | 11            | 2             | 0             | 4                 | 0                 | 0                 | 0                 | 41       | 11     | 2           | 0          |
| P. Vogel       | 20            | 4             | 2             | 0             | 2                 | 0                 | 0                 | 0                 | 22       | 4      | 2           | 0          |
| G. Welz        | 34            | 0             | 1             | 0             | 4                 | 0                 | 0                 | 0                 | 38       | 0      | 1           | 0          |
| J. Ziegert     | 33            | 5             | 4             | 0             | 4                 | 1                 | 1                 | 0                 | 37       | 6      | 5           | 0          |